# Vicente González Sosa
Vicente González Sosa, né le 17 septembre 1941 à Agaete (Îles Canaries, Espagne), est un footballeur espagnol qui jouait au poste d'attaquant.

## Biographie
Après avoir joué au Arucas CF, il rejoint en 1959 l'UD Las Palmas.
En 1961, Vicente González Sosa est recruté par le FC Barcelone où il reste jusqu'en 1966. Avec Barcelone, il remporte la Coupe d'Espagne en 1963 et la Coupe des villes de foire en 1966.
En 1966, il rejoint le Grenade CF.
En 1967, il est recruté par le club uruguayen de Peñarol devenant ainsi un des premiers joueurs espagnols à jouer à l'étranger.
En 1968, il retourne au Grenade CF où il reste jusqu'en 1973. Il met alors un terme à sa carrière de joueur.

## Palmarès
Avec le FC Barcelone :
- Vainqueur de la Coupe des villes de foires en 1966
- Vainqueur de la Coupe d'Espagne en 1963